# BC312

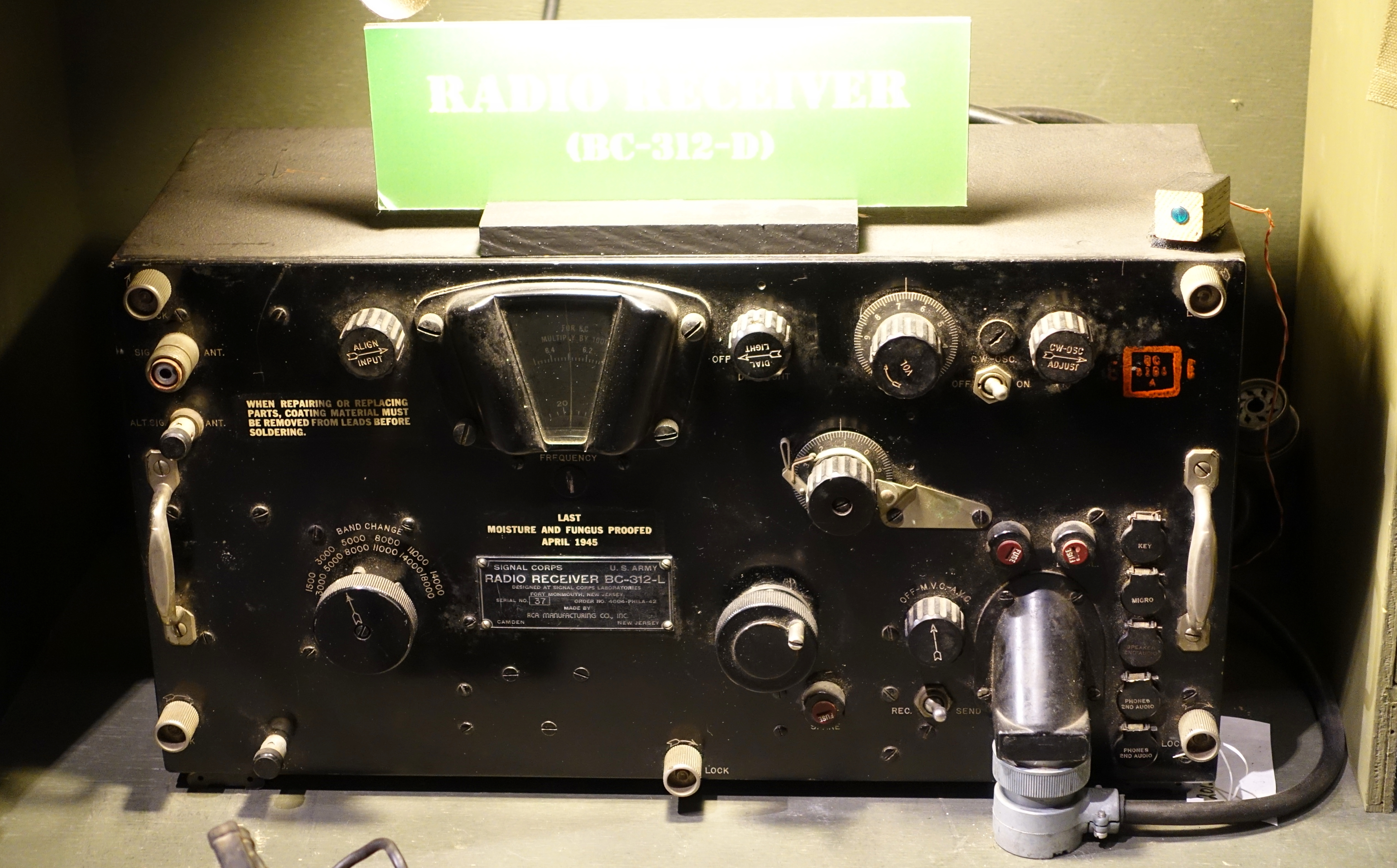
Il BC312

Il BC312 è un radio ricevitore militare per la gamma delle onde corte, con copertura da 1,5 a 18 MHz.  
Di progetto e produzione americana (Signal Corps), è stato utilizzato a partire dalla fine della seconda guerra mondiale (1944).
Rappresenta la parte ricevente (e di comando) di una stazione ricetrasmittente mobile (veicolare) insieme al trasmettitore BC191. Molto usata dall'esercito americano e successivamente da altri eserciti della NATO (tra le quali Italia e Francia).
Il BC312 veniva collegato al trasmettitore BC191 tramite il connettore PL-114 posto sul pannello frontale.
Le sue caratteristiche generiche, anche se poi variano in funzione del periodo di costruzione, sono:
- Supereterodina, con divisione in 6 bande, ricezione in AM e CW.
- Media frequenza a 470 kHz,
- 8 valvole del tipo militare metallico con zoccolo octal: 4 del tipo 6K7, 1 del tipo 6L7, 2 del tipo 6C5, 1 del tipo 6R7, 1 del tipo 6F6.
- Alimentazione a 12 oppure a 24 V, con Dynamotor interno modello DM21 per la generazione della tensione anodica.
- Peso 27 kg.

Oltre a vari accessori (come la cuffia ad archetto HS-30, la particolare base metallica di appoggio con molloni per lancio con paracadute) l'imballaggio standard del BC-312 includeva le valvole di ricambio, alcuni piccoli attrezzi per la manutenzione ordinaria e il Technical Manual TM-11-850 che lo descrive minutamente.

## Versione a 115 volt
Del BC-312 se ne costruì una versione denominata BC-342 atta a funzionare in postazione fissa e con alimentazione in corrente alternata a 115 volt. L'unica differenza costruttiva rispetto al BC-312 era l'alimentatore, denominato RA-20, composto di trasformatore, raddrizzatore e valvola termoionica per le tensioni anodiche.